# ポンジャン
ポンジャンは、日本で考案された麻雀のルールを簡略化したテーブルゲームである。かつて存在した玩具メーカーのアノアより発売されたが、現在はタカラトミーが権利を引き継いでいる。また、他社からも類似のゲームが販売されている。

## 概要
麻雀をアレンジ、ルールを簡素化し、雰囲気を味わえ、子供から高齢者まで楽しめるゲームという位置付けで売り出された。のちにはゲームソフトも発売された。
玩具メーカーのアノアより1976年に発売されたが、同社の倒産後はクローバーが、クローバー倒産後はトミー（現：タカラトミー）が権利を引き継いだため、現在はタカラトミーの登録商標になっている。牌の絵柄は、当初は船・自動車・飛行機だったが、トミー時代以降は後述の「ドンジャラ」同様にキャラクター商品化し、ポケットモンスターやディズニーの絵柄のものが販売されている。現在はアノア版の復刻版も流通している。

## ルール
製品によって役などは大きく異なる。ここでは共通部分に限って説明する。

### ゲームの目的
最終的に、他の競技者より多くのチップ（点棒）を得ることを目標とする。
ポンジャンにおける1つのゲーム（半荘）は数回のプレイ（局）から成り、それぞれのプレイは手牌で同一の牌3枚ずつの組み合わせを作ることでアガリ（和了）になる。上がった人の点数をルールブックによって計算し、それ以外の人から点数に従ってチップを得ることができる。

### 使用する道具
80枚強の直方体の牌、チップ、サイコロ2個を使用する。
牌は通常9つの種類に別れ、同じ種類の牌は基本的に9枚ずつある（10種×8枚など、異なる組み合わせのものもある）。牌の種類は、背景色やマーク・点数などで区別される。違うキャラクターが描いてあるからといって、必ずしも違う種類ではない。ほかにポンジャンでは「ワイルドカード」、ドンジャラでは「オールマイティ」が加わることがある。
チップは、ゲーム（半荘）開始前に各競技者に配るが、最初に配るチップの量は、製品によって異なる。

### プレイの準備
実際のプレイの前には、サイコロを振るなど、なんらかの方法で親を決める。
各人は牌を自分の前に伏せて、2段の山を作る。ワイルドカードのある82枚セットでは、親が22枚、子が20枚の山を作る。
サイコロを振って、それによって決まった場所から各人に2枚ずつ4回配る。したがって各人の手牌は8枚になる。
親に最初9枚配ることもある。この場合は親は山から牌を取らず、最初から捨てる。
コンピュータを使ったゲームの場合、山は作られず、残りの牌の数だけが表示されることが多い。

### プレイ（半荘）の進行
親から順に、時計回りにプレイが進行する。山から牌を1枚とり、手牌に加えて9枚とする。9枚が、同一種類の牌の3枚組（「セット」と呼ばれる）3つから成り立っている場合は、そこでアガリ（和了）となり、プレイは終了する。それ以外の時は任意の牌1枚を捨てる。ワイルドカードは任意の牌のかわりに使うことができる。
自分の手番によって、あと1枚でアガリになる状態になった場合は、牌を捨てる際にリーチを宣言できる。リーチを宣言した人は、山から取った牌でアガリにならない場合は、その牌をそのまま捨てなければならない。そのかわり、他人が捨てた牌でアガること（ロン）ができるようになる。
プレイが終わったら、ルールブックにしたがって点数の計算をする。ロンの場合はその牌を捨てた人がひとりでチップを払う。そうでない場合は、合計がその点数になるように、上がった人以外が分割して払う。親は、自分が上がった時は子の1.5倍の点を得ることができるが、他人がロン以外で上がった時は子の倍を支払う必要がある。
山札がなくなっても、誰もアガれない場合は流局となり、チップのやりとりは発生しない。

### ゲームの終了
2回目以降のプレイでは、前回親が勝った場合、その人が連続して親になる（連荘）。子が勝つか、流局になった場合は、時計回りに次の人が親になる。
すべての人が2回親になり終わるか、誰かのチップがなくなったらゲームの終了になる。

## 麻雀との違い

### 共通
- 人数は2人から4人、いずれも一荘戦。つまり東1局から北4局までプレイする。
- 親のあがりで積み点なし。
- 点数のやり取りは、麻雀における点棒の代わりにプラスチック製の「チップ」を使用する。
- メンゼンでテンパイした場合は、リーチしなければロン上がりが出来ない（リーチなしのロン上がりを認めるローカルルールもある）。ただしツモ上がりはリーチをした・しないに関わらず認められる。
- カンはなし。
- フリテンはなし。
- 流局で点のやり取りはない。
- ドラは設定しない。ただし、ドンジャラでは現物で設定するローカルルールもある。
- 誰かがハコ、すなわち持ち点がなくなったら終了。

### ポンジャン
- 牌は「船」「自動車」「飛行機」の3種類の絵柄で、各絵柄に赤、黒、青と色の異なるものが9枚ずつ、計81枚を使用する。なお壁牌を作る際、奇数なので1枚牌が余るが、これは卓の中央に置かれ親の第一ツモ牌となる。
- 以下の計11種類の役がある（カッコ内は点数）。
  - 3色9種（親6点・子3点）：絵柄も色も違う9枚の牌を揃える
  - ポンジャン（親6点・子3点）：絵柄・色は任意でセットを3つ作る
  - 3色（親10点・子5点）：絵柄は任意、赤・黒・青の3色でセットを3つ作る
  - 3種（親10点・子5点）：色は任意、船・自動車・飛行機の3種でセットを3つ作る
  - 6連（親30点・子15点）：同じ絵柄・色を6枚揃え、任意のセットを1つ作る
  - 3種3色（親30点・子15点）：絵柄も色もそれぞれ異なるセットを3つ作る
  - 1種3色（親60点・子30点）：同じ絵柄の赤・黒・青の3色でセットを3つ作る
  - 3種1色（親60点・子30点）：同じ色の船・自動車・飛行機の3種でセットを3つ作る
  - 1色6連（親60点・子30点）：同じ絵柄・色を6枚揃え、それらと同じ色で任意の絵柄のセットを1つ作る
  - 1種6連（親80点・子40点）：同じ絵柄・色を6枚揃え、それらと同じ絵柄で任意の色のセットを1つ作る
  - 1色9連（親200点・子100点）：同じ絵柄・色を9枚揃える

### ドンジャラ
- 同じ絵柄（もしくは同じ属性）かつ同じ色（厳密に言えば絵柄の背景色）の牌が9個ずつの計81枚と、オールマイティーと呼ばれる牌を1枚（ローカルルールにおいては2枚の場合もあり）加えてゲームに使用する。オールマイティー牌はその名の通り、役を構成する際あらゆる牌の代わりに使用することが出来る（ただし、オールマイティー牌での副露やロン上がりは出来ない、テンパイ時にツモった時のみ有効、リーチ時それを捨てると役になる等のローカルルールもある）。
- 「ポンジャン」と違い、こちらの牌には絵柄ごとに「10」「5」「1」という数字が記載されており、セットを完成させるとそれぞれ「10点」「5点」「1点」の点数がつく。
  - 例えば、「10」の絵柄で1セット、「5」の絵柄で1セット、「1」の絵柄で1セット作ってあがった場合、上がり点は10+5+1=16点となる。
  - バージョンによっては点数とは別に牌の通し番号（この番号は原則としてゲームには使用しない）が打たれているものがあるので、混同しないように注意が必要である。
- ドンジャラにも役が存在し、ある条件を満たせば役として設定された点数がつく。基本的にはポンジャンと同じだが、点数は異なる。
  - 例えば上記の例の場合、3つのセット全て違う色で揃えれば「三色」という役になり20点、全て同じ色で揃えた場合は「同色3セット」という役になり50点となる。
  - 役の設定は「ポンジャン」より多く、牌に描かれたキャラクターならではの役なども存在する。

## 類似商品
- ドンジャラ - 1980年にポピーが販売、現在は同社を吸収合併したバンダイの登録商標となっている。牌のデザインにアニメのキャラクターやアイドルを採用したバージョンを発売するのが定番であり、ドラえもん、モーニング娘。、AKB48など重要なキャラクター商法の対象ともなった。
- ジャラポン - エポック社が販売。ほぼ同一のルールを持ち、とっとこハム太郎等のキャラクター商品が発売された。現在も「ロイヤル」シリーズのメインゲームとしてドラえもん関連が収録、発売中である。
- ジャンポン - ハナヤマが販売。これにはポンが存在しない（ロン上がりは可能）。こちらも前二者同様にキャラクター商品化されている。
- 鉄腕アトムイイジャンゲーム - 鉄腕アトムのキャラクター商品を手がけていた米澤玩具（のちセガトイズに吸収合併）が1981年頃に販売[2]。

## デジタル化商品

### 電子ゲーム
- コンピュータードンジャラ

1983年にバンダイから発売されたLSIゲーム。コンピュータと1対1の対戦が行える。9種類の牌をLCDの表示パターンより王冠・眉毛・目玉・口髭のパーツの組み合わせで表現している。

### コンピュータゲーム
ポンジャンもしくはそれに類する物が収録されている、コンピュータゲームを以下に挙げる。
- あずまんがドンジャラ大王
- アルルゥとあそぼ!!（ミニゲーム「り〜ぽん」）
- オーガストファンBOX
- おそ松さん 松まつり!
- カラフルBOX
- KID MIXセクション
- ゲゲゲの鬼太郎 妖怪ドンジャラ（スーファミターボソフト）
- コードギアス 反逆のルルーシュR2 盤上のギアス劇場
- サクラ大戦4 〜恋せよ乙女〜
- GALAXY ANGEL（ミントの駄菓子でポン）
- テイルズ オブ ファンダム Vol.2
- ドラえもんのGAME BOYであそぼうよ デラックス10（玩具ロイヤルシリーズを再現したゲームボーイソフト）
- 哭きの麦〜惰性の闘牌
- ね〜PON?×らいPON!
- マールじゃん!!
- パワプロクンポケット10
- メモオフみっくす
- ハンゲーム（ハンジャンという類似ゲームを提供。インターネット対戦）
- Memories Off Festa